# تدی روزولت تریر
تدی روزولت تریر (به انگلیسی: Teddy Roosevelt Terrier)، نام یکی از نژادهای سگ است که خاستگاه آن به ایالات متحده آمریکا بازمی‌گردد.